# Templeux-le-Guérard British Cemetery
Le cimetière « Templeux-le-Guérard British Cemetery » est l'un des deux cimetières militaires de la Première Guerre mondiale situés sur le territoire de la commune de Templeux-le-Guérard (Somme). Le second est Templeux-le-Guérard Communal Cemetery Extension.

## Localisation
Ce cimetière est situé en pleine campagne à 1,5 km à l'est du village, sur la D406 menant à Hargicourt.

## Historique
Templeux fut occupé par les Allemands dès le début de la guerre le 28 août 1914. Situé à l'avant de la ligne Hindenburg, le village fut complètement rasé lors du repli des troupes allemandes. Le village a été pris au début d'avril 1917, perdu le 21 mars 1918 et repris par les 15e Suffolks de la 74e division (Yeomanry) le 18 septembre suivant. Le cimetière britannique de Templeux-Le-Guérard a été créé par la 59e division en avril 1917 et a été poursuivi par d'autres unités jusqu'en août 1917 et de nouveau en septembre et octobre 1918. Après l'armistice, 360 autres tombes ont été apportées des champs de bataille des environs.

## Caractéristiques
Le cimetière contient 773 sépultures du Commonwealth et les commémorations de la Première Guerre mondiale, dont 188 sont non identifiées. Parmi ceux-ci, près d’un quart sont des noms non identifiés et des monuments commémoratifs spéciaux ont été érigés à l’intention de 16 soldats du Royaume-Uni, connus ou supposés parmi eux. Le lettrage irrégulier des rangées est dû aux concentrations de tombes réalisées après l'armistice. Le cimetière couvre une superficie de 2 509 mètres carrés et est entouré de trois côtés par un mur de moellons et a la particularité de posséder une esplanade surélevée au nord où est implantée la grande croix.

## Galerie

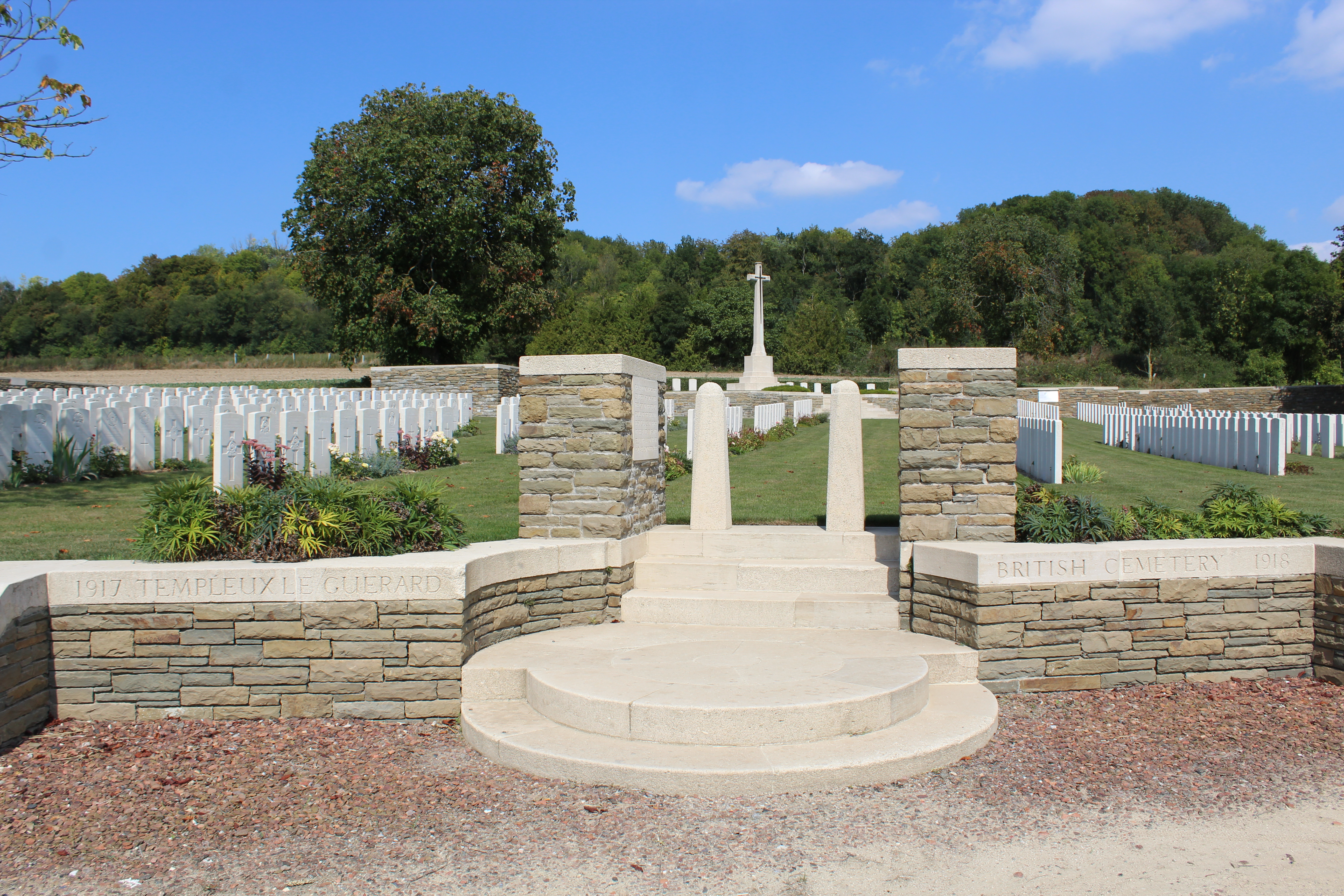
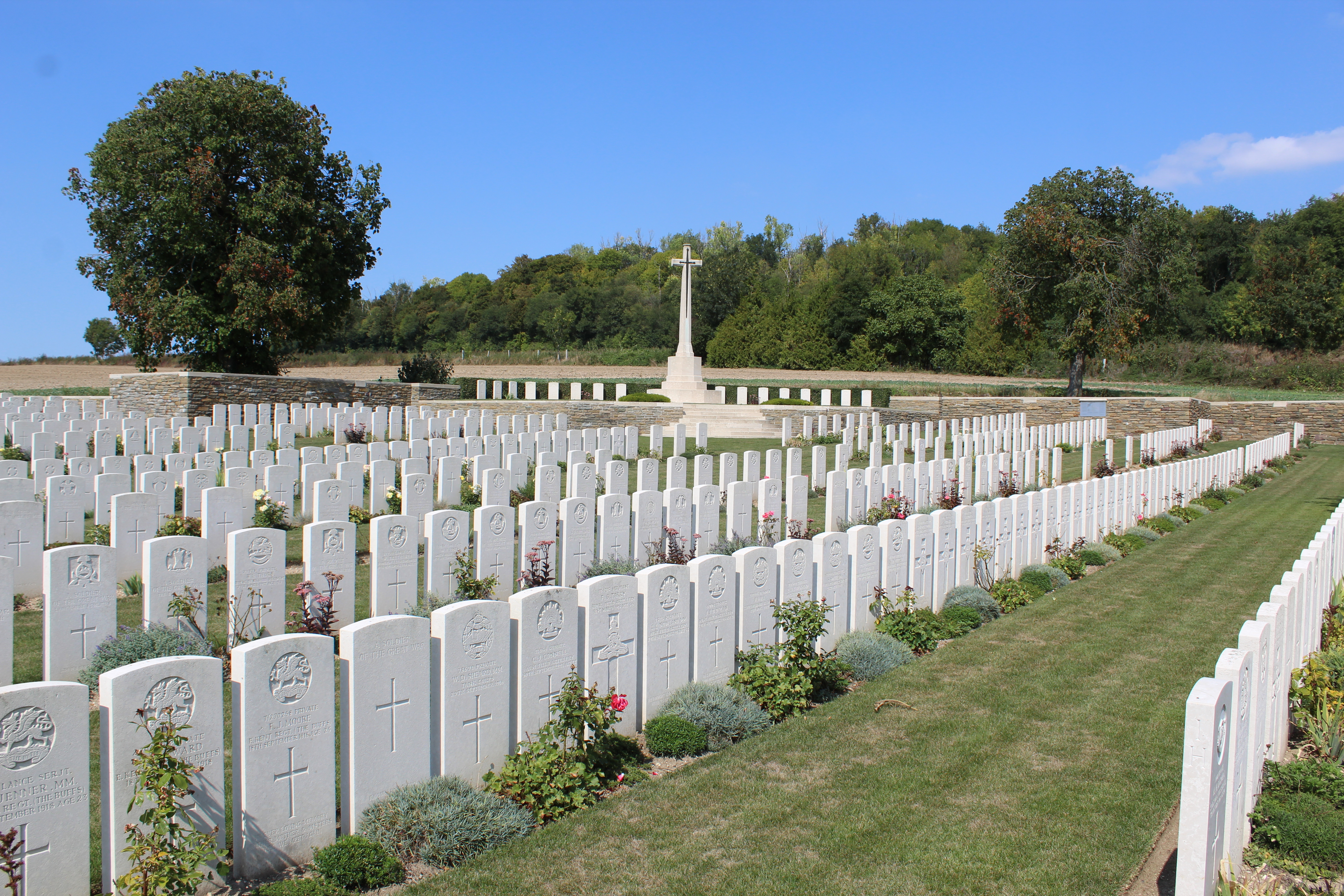
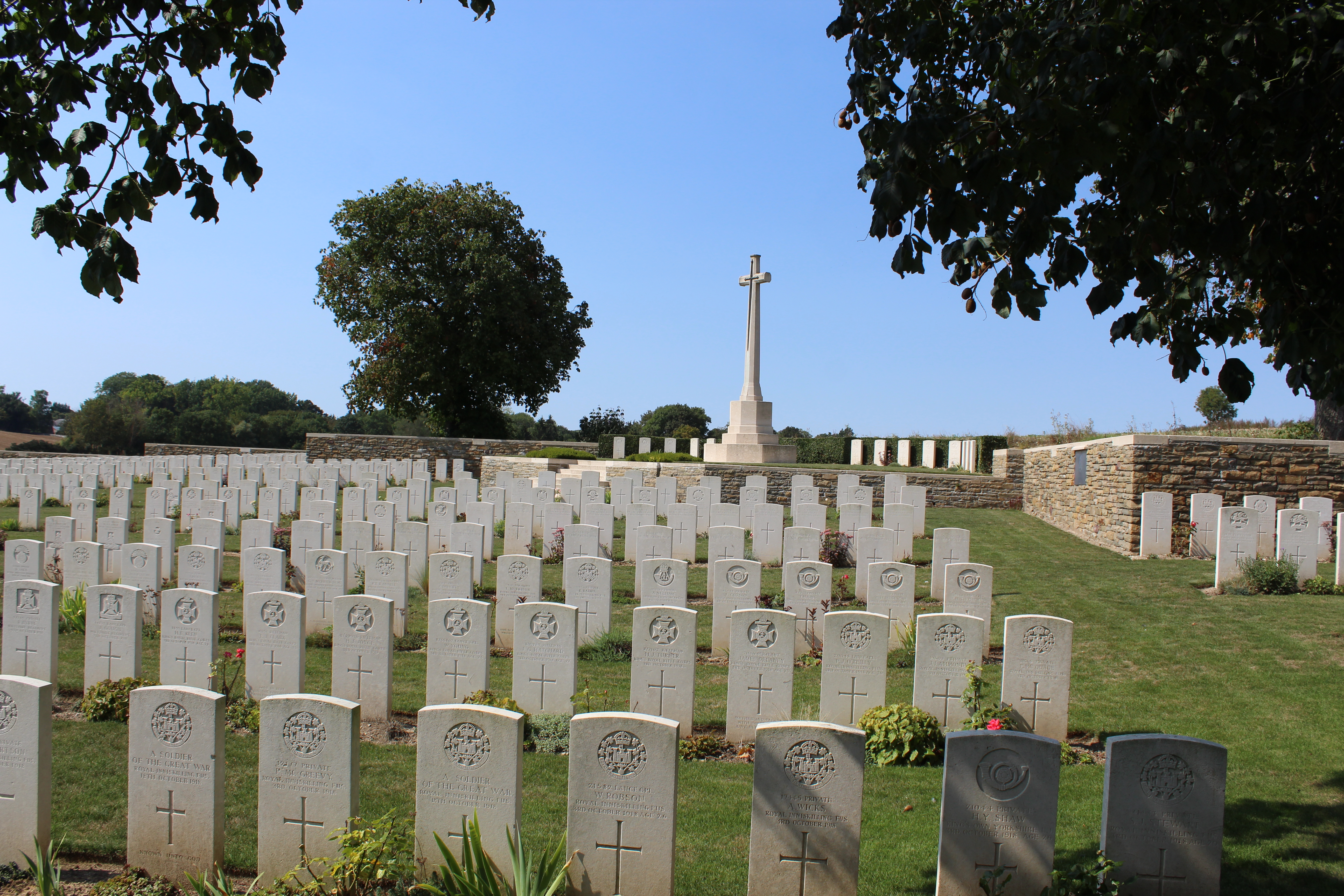
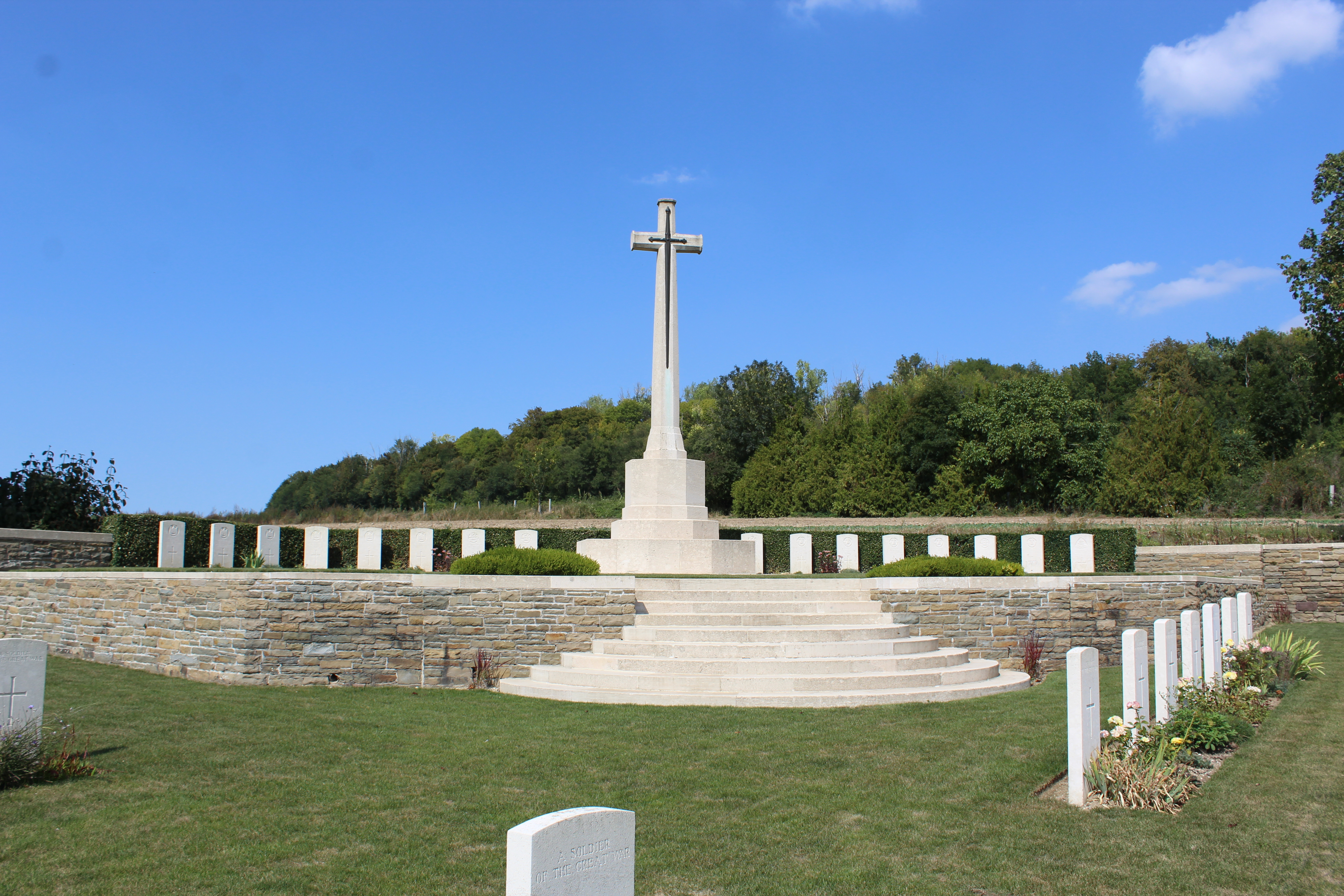
Esplanade surélevée au nord du cimetière.
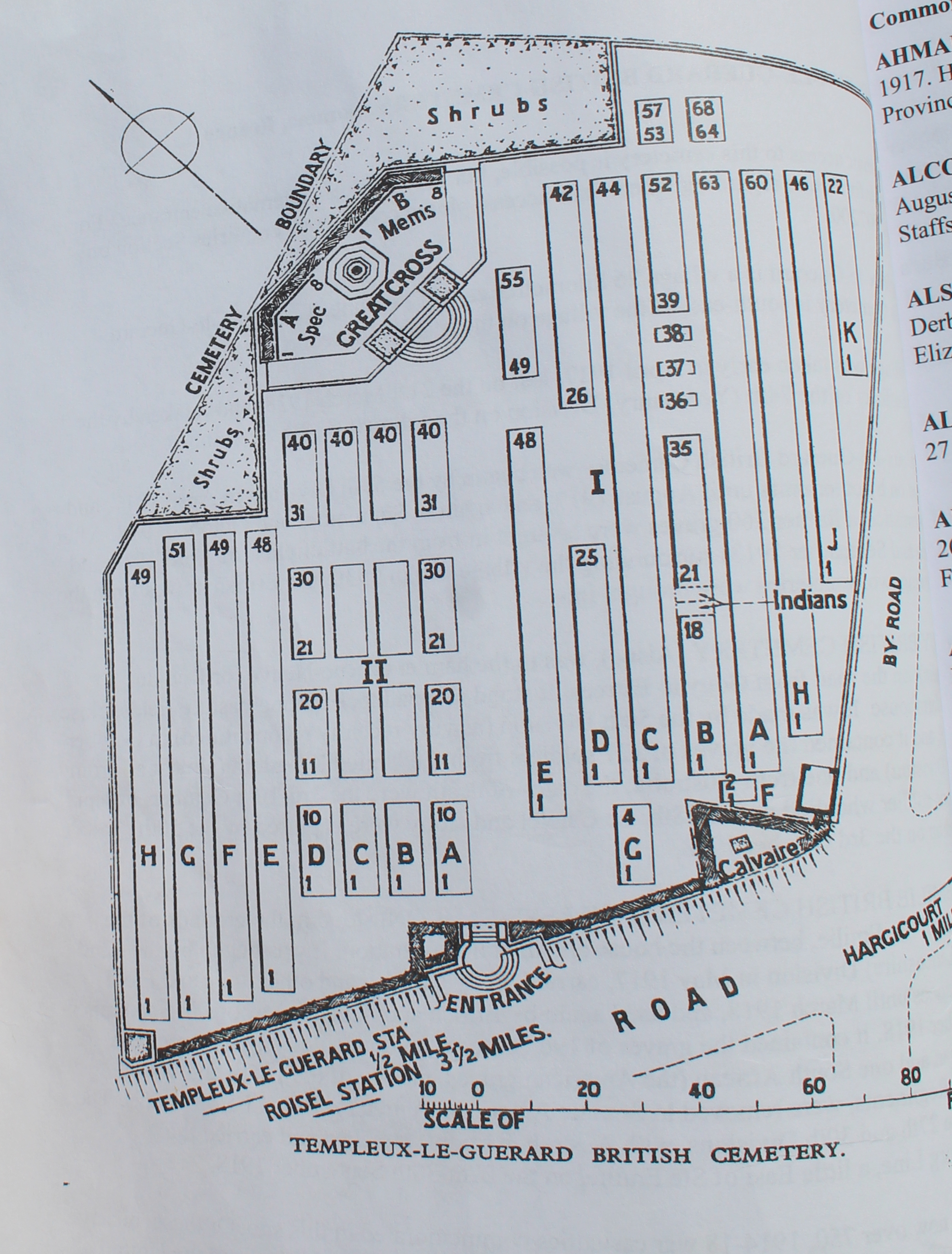
Plan du cimetière.

## Sépultures
| Pays           | Sépultures |
| -------------- | ---------- |
| Royaume-Uni    | 723        |
| Canada         | 1          |
| Australie      | 45         |
| Afrique du Sud | 1          |
| Inde           | 3          |
| Total          | 773        |